# Parc provincial Dionisio Point
Le parc provincial Dionisio Point (anglais : Dionisio Point Provincial Park) est un parc provincial de la Colombie-Britannique (Canada) situé au sud des îles Gulf. Il comprend l'extrémité nord de l'île Galiano.

## Toponymie
Le parc reprend le nom de la pointe Dionisio, qui elle-même a été nommée en l'honneur de l'explorateur Dionisio Alcalá Galiano.